# Chiesa di San Pietro Apostolo (Torrice)
La chiesa di San Pietro Apostolo, detta anche chiesa di Santa Maria, è la parrocchiale di Torrice, in provincia di Frosinone e diocesi di Frosinone-Veroli-Ferentino; fa parte della vicaria di Ceprano.

## Storia
Anticamente sorgeva fuori dalle mura del paese, sul colle San Pietro, una chiesetta intitolata al Santo di Betsaida, che nel 1960 risultava ancora esistente, sebbene interdetta al culto.
Nel 1681 la parrocchialità fu trasferita presso la chiesa di Santa Maria in centro e la parrocchia assunse la doppia dedicazione in onore ai Santi titolari dei due luoghi di culto.
La struttura, in seguito agli ingenti danni subiti a causa di un terremoto, venne ricostruita all'inizio del XVIII secolo; i lavori terminarono nel 1732, come testimoniato da un'iscrizione che recita "Die Gennaro 1732 fabicavit dal fundamento ad ultimo- Petrus Antonius Pedetti, Giovan Battista Cora melanense de Ambrosio".
Durante la Seconda Guerra Mondiale il campanile a vela fu lesionato durante un bombardamento e dopo il conflitto si procedette alla sua demolizione, essendo pericolante; nel 1947 in sua sostituzione vennero erette due nuove torri campanaria, realizzate a cura del Genio Civile.

## Descrizione

### Esterno
La facciata della chiesa, rivolta a sudest, è suddivisa da una cornice marcapiano in due registri; quello inferiore, scandito da due coppie di lesene binate, presenta i tre portali d'ingresso, sormontati da timpani spezzati, mentre quello superiore è caratterizzato da due sole lesene e da una finestra murata e coronato dal frontone.
Annesso alla parrocchiale sono i due campanili a base quadrata, le celle dei quali presentano su ogni lato una monofora e sono coperte da tetti a quattro falde.

### Interno
L'interno dell'edificio, in stile barocco, si compone di un'unica navata, le cui pareti sono scandite da lesene, sorreggenti il cornicione modanato, e su cui s'affacciano sul lato destro le cappelle del Sacro Cuore, all'Addolorata e di Sant'Antonio e sul sinistro quelle di San Sebastiano e della Madonna di Pompei; al termine dell'aula si sviluppa il presbiterio, rialzato di alcuni gradini e chiuso dalla parete di fondo piatta.